# Choi Song-hyun
Choi Song-hyun (11 de abril de 1982) es una actriz de Corea del Sur.

## Carrera
Comenzó su carrera en la televisión como locutora para la KBS en 2006, pero renunció en 2008 para centrarse en la actuación. Desde entonces, ha protagonizado películas y dramas de televisión, tales como Insadong Scandal (2009), Mrs. Town (2009), Prosecutor Princess (2010), y I Need Romance (2011).

## Filmografía

### Series de televisión
| Año  | Título                              | Rol                                  | Red  |
| ---- | ----------------------------------- | ------------------------------------ | ---- |
| 2008 | Gourmet                             | presentadora del concurso de cocina  | SBS  |
| 2009 | Smile, You                          | Hong Sun-woo                         | SBS  |
| 2009 | Mrs. Town                           | Jackie Jung                          | tvN  |
| 2010 | Prosecutor Princess                 | Jin Jeong-seon                       | SBS  |
| 2010 | Becoming a Billionaire              | madre de Choi Seok-bong (cameo)      | KBS2 |
| 2010 | President                           | Na Joo-ri                            | KBS2 |
| 2011 | I Need Romance                      | Kang Hyun-joo                        | tvN  |
| 2012 | Can't Live Without You              | Kim Do-hee                           | MBC  |
| 2012 | I Need Romance 2012                 | Kang Hyun-joo (cameo)                | tvN  |
| 2013 | Special Affairs Team TEN - Season 2 | Yoon Seo-hyun (invitada, episodio 9) | OCN  |
| 2013 | Potato Star 2013QR3                 | Noh Bo-young                         | tvN  |
| 2014 | Mama                                | Na Se-na                             | MBC  |
| 2016 | Vampire Detective                   | Seo Seung-hee (invitada, episodio 2) | OCN  |
| 2016 | On the Way to the Airport           | Han Ji-eun                           | KBS2 |

### Cine
| Año  | Título                | Rol                                |
| ---- | --------------------- | ---------------------------------- |
| 2009 | Insadong Scandal      | Gong Soo-jung                      |
| 2009 | Girlfriends           | Soo-kyung (cameo)                  |
| 2010 | Midnight FM           | guionista de radio Park Kyung-yang |
| 2012 | Young Gun in the Time | Song-hyun                          |

### Espectáculo de variedades
| Año  | Título                                    | Red       | Notas        |
| ---- | ----------------------------------------- | --------- | ------------ |
| 2007 | Science Cafe                              | KBS1      | presentadora |
| 2007 | Sang Sang Plus                            | KBS2      | presentadora |
| 2007 | Open and It Is the World of Nursery Rhyme | KBS1      | presentadora |
| 2008 | Campaign for a Good Nation                | KBS2      | presentadora |
| 2010 | Weekend N Cinema                          | CGV       | presentadora |
| 2012 | Miracle on 7th Street                     | QTV       | presentadora |
| 2012 | Exploration of Genders                    | MBC       | presentadora |
| 2013 | Korean Case Files No. 5                   | E Channel | presentadora |

## Teatro Musical
| Año  | Título  |
| ---- | ------- |
| 2010 | Fly Boy |

## Premios y nominaciones
| Año  | Premio                   | Categoría                                     | Nominación     | Resultado |
| ---- | ------------------------ | --------------------------------------------- | -------------- | --------- |
| 2007 | KBS Entertainment Awards | mejor presentadora de programas de variedades | Sang Sang Plus | Ganadora  |